# クリプトプス
クリプトプス（学名：Kryptops、「覆われた顔」の意）は、ニジェールで化石が発見された、アベリサウルス科に属する獣脚類の恐竜の属。前期白亜紀アプチアン期に生息した。全長は6 - 7メートルと推定されている。2008年に記載・命名されており、属名は顔が角質のような外皮で覆われていたことにちなむ。タイプ種クリプトプス・パライオス（Kryptops palaios）の種小名は、アベリサウルス科の中でも古い属であることに由来する。他の大型肉食恐竜の食べ残しを食ベていたと推測される。
タイプ標本はニジェールに分布するエルハ層から産出しているが、詳細な層準は不明である。生息環境は河川や三角州などの広がる沿岸域であり、エオカルカリアと共存していた。タイプ標本は一部の頭蓋骨と体骨格からなり、解剖学的特徴には謎が多い。

## 発見
ホロタイプ標本 MNN GAD1 は、上顎骨・脊柱・肋骨・関節した腰帯・仙骨からなり、全長6 - 7メートルの個体のものである。記載者らによると、本標本は既知のうち最初期のアベリサウルス科のものであり、上顎骨表面が非常に粗面である点に特筆性がある。血管の孔と印象の存在からは、顔面にはしっかりと固着した（おそらくはケラチン質の）覆いが存在したことが示唆されている。セレノとブルサッテは分岐解析を行い、クリプトプスが最も基盤的なアベリサウルス科に位置付けた。これは外側に血管溝の印象のある上顎骨や狭い上側頭窓を含む複数の特徴に基づいており、これらによりクリプトプスは既知の最古のメンバーとしてアベリサウルス科に置かれている。その一方で、2012年にマシュー・カラノらはクリプトプスがキメラであると考え、クリプトプスの体骨格（特に骨盤と仙骨）はホロタイプの上顎骨から15メートル前後離れて発見されたことを指摘し、実際にはカルカロドントサウルス科（エオカルカリアの可能性あり）のものであると主張した。2025年にアンドレア・カウとアレッサンドロ・パテルナもこれがキメラであると考え、これがアベリサウルス類とアロサウルス類のキメラであるとした。

## ギャラリー

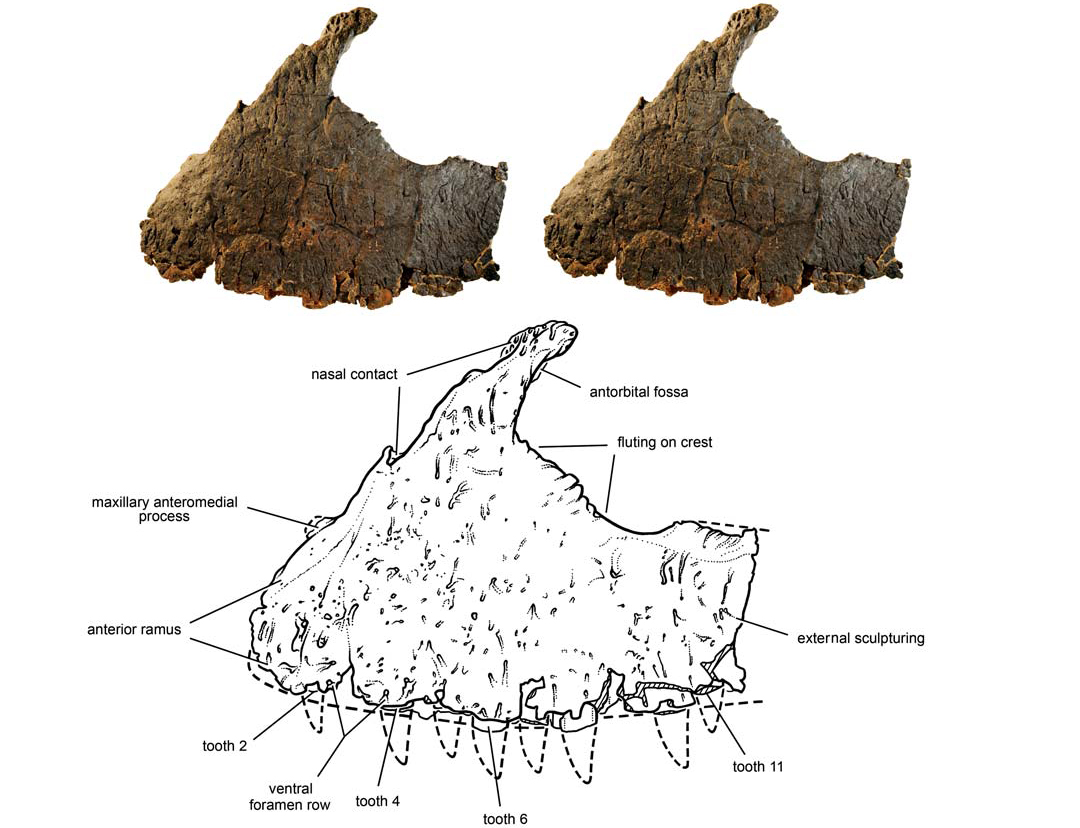
左上顎骨
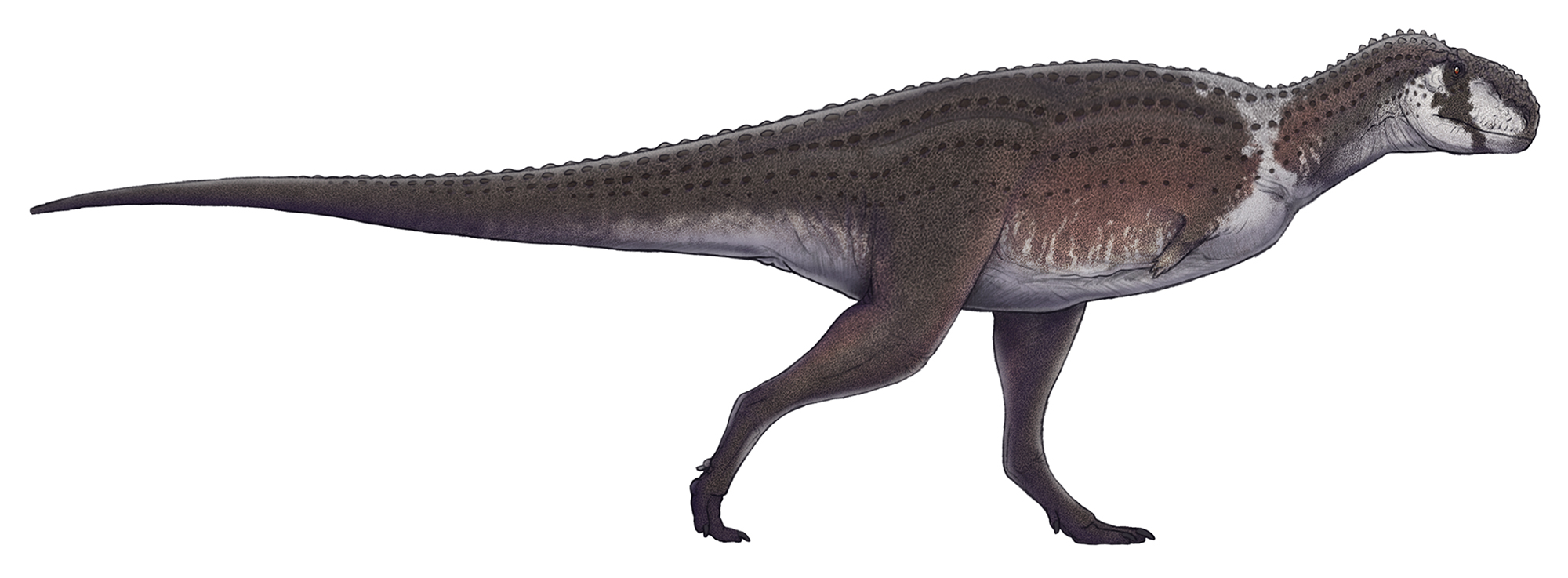
生体復元図
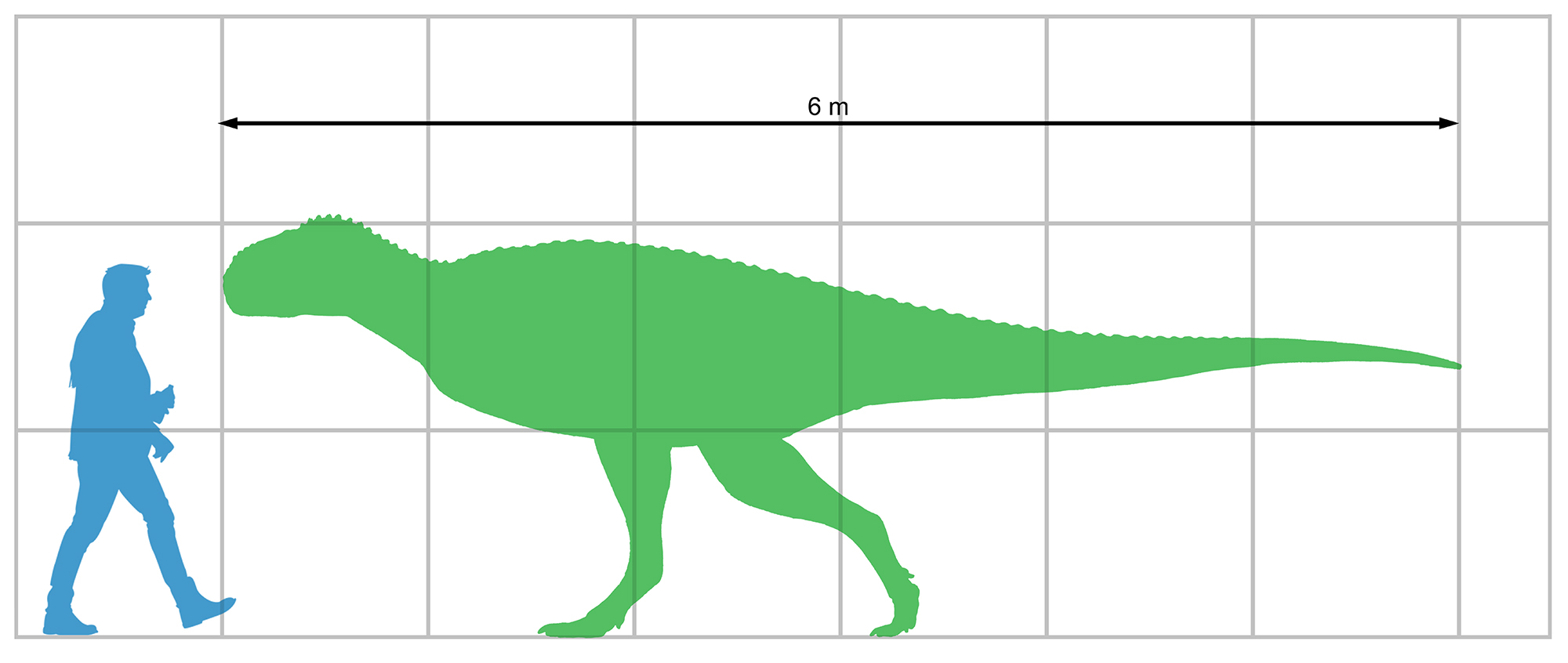
ヒトとの体サイズの比較